# ريان أوهارا
ريان أوهارا (بالإنجليزية: Ryan O'Hara) هو لاعب رغبي أسترالي، ولد في 18 أغسطس 1980 في سيدني في أستراليا.